# Episodi di A casa di Raven (sesta stagione)
La sesta stagione  della serie televisiva A casa di Raven è stata trasmessa negli Stati Uniti d'America dal 9 aprile 2023 su Disney Channel. 
In Italia la stagione è attualmente inedita.
| n° | Titolo originale                  | Titolo italiano | Prima TV USA     | Prima TV Italia |
| -- | --------------------------------- | --------------- | ---------------- | --------------- |
| 1  | European Rae-cation: Part 1       |                 | 9 aprile 2023    | 2026            |
| 2  | European Rae-cation: Part 2       |                 | 16 aprile 2023   | 2026            |
| 3  | Sold to the Highest Fibber        |                 | 23 aprile 2023   | 2026            |
| 4  | Blues Beard's Revenge             |                 | 7 maggio 2023    | 2026            |
| 5  | Tess Friends Forever              |                 | 14 maggio 2023   | 2026            |
| 6  | A.I., A.I., Oh … Snap!            |                 | 21 maggio 2023   | 2026            |
| 7  | Lizard Let Lie                    |                 | 4 giugno 2023    | 2026            |
| 8  | Ain't That a Sidekick in the Head |                 | 11 giugno 2023   | 2026            |
| 9  | What Had Happened Was…            |                 | 18 giugno 2023   | 2026            |
| 10 | Sneaks and Geeks                  |                 | 25 giugno 2023   | 2026            |
| 11 | Reality Check                     |                 | 2 luglio 2023    | 2026            |
| 12 | Working for the Weeknd            |                 | 23 luglio 2023   | 2026            |
| 13 | Drop it Like it's Hot!            |                 | 30 luglio 2023   | 2026            |
| 14 | Raven's Clone                     |                 | 6 agosto 2023    | 2026            |
| 15 | Cuda I Have This Dance            |                 | 13 agosto 2023   | 2026            |
| 16 | You've Got Sale                   |                 | 20 agosto 2023   | 2026            |
| 17 | Gown to the Wire                  |                 | 27 agosto 2023   | 2026            |
| 18 | Whose Line Is It Anyway?          |                 | 3 settembre 2023 | 2026            |